# Misumenoides gerschmanae
Misumenoides gerschmanae es una especie de araña del género Misumenoides, familia Thomisidae.

## Distribución
Esta especie se encuentra en Argentina.